# Hjallerup
Hjallerup ist mit 4509 Einwohnern (1. Januar 2025) die zweitgrößte Stadt der norddänischen Brønderslev Kommune im Süden von Vendsyssel. Hjallerup liegt (Luftlinie) ca. 8,5 km westlich von Dronninglund, 16 km südöstlich von Brønderslev und 19,5 km nordöstlich des Stadtzentrums der Großstadt Aalborg im Hjallerup Sogn.

## Geschichte

### Markt und Gasthaus
Im Jahre 1744 fand der Pferdemarkt Hjallerup Marked zum ersten Mal statt. Er wurde südlich des heutigen Stadtgebietes am Gasthaus Hjallerup Kro, welches später aufgrund eines Besuchs vom damaligen dänischen König Frederik VII. in Frederikshvile umbenannt wurde, abgehalten.
Als jedoch die Straße von Aalborg nach Frederikshavn gebaut worden war, zogen das Gasthaus und der Pferdemarkt 1858 in das Besiedlungsgebiet von Hjallerup um. Nach zwei Jahren wurde der Markt auf ein Areal in der Østergade verlegt, auf dem sich heute Fußballplätze befinden.
Bis 1965 war der Gastwirt für den Pferdemarkt verantwortlich. Seit 1966 wird der Markt von der Hjallerup Markedsforening, einem Verein, der zur Organisation Hjallerup Samvirke gehört, verwaltet. 1972 bekam der Markt seinen heutigen Standpunkt in der Algade und wurde seitdem um eine Freilichtbühne, Wasser-, Abwasser- und sogar Bierleitungen erweitert.

### Die Stadt Hjallerup
Hjallerup war ein kleines Dorf, bestehend aus verstreuten Bauernhöfen mit Gasthaus, Markt und Schule. Als es durch den Sæbyvejen an das Straßennetz angebunden wurde, entwickelte es sich zu einem Wohnort. Es siedelten sich mit der Zeit eine Molkerei, eine Mühle, ein Lebensmittelgeschäft, eine Bäckerei, ein Missionshaus, ein Postamt und eine Brauerei an. 1858 zog auch das Gasthaus (siehe unter "Markt und Gasthaus") in das neue Siedlungsgebiet.
1903 wurde eine Kirche in der Stadt erbaut.
1911 hatte Hjallerup 394 Einwohner, von den arbeitenden Personen waren mehr als die Hälfte in Handwerk, Industrie und Handel beschäftigt.

#### Hjallerup wirdstationsby
1924 erhielt Hjallerup einen Bahnhof und die Stadt wurde an das Schienennetz angeschlossen. Die Bahnstrecke Vodskov–Østervrå wurde 1950 eingestellt, da sie ein Verlustgeschäft war.

#### Weiteres Wachstum
Die Stadt profitierte von der kurzen Entfernung zu Aalborg und der Anbindung an die Straße nach Frederikshavn. In den 1960er Jahren wurde ein Industriegebiet gebaut und die Stadt entwickelte sich zu einem Industriezentrum. Das sorgte für einen starken Bevölkerungsanstieg.
1970 wurde Hjallerup Teil der Dronninglund Kommune, als diese gegründet wurde. Im selben Jahr wurde eine weiterführende Schule eröffnet und eine Turnhalle gebaut, im darauffolgenden Jahr kam ein Kindergarten hinzu. 1997 wurde das Hjallerup Kulturhus eingeweiht.
Zum Zeitpunkt der Kommunalreform 2007 hatte Hjallerup 3424 Einwohner. Durch die Kommunalreform wurde die Dronninglund Kommune in die Brønderslev Kommune eingegliedert.

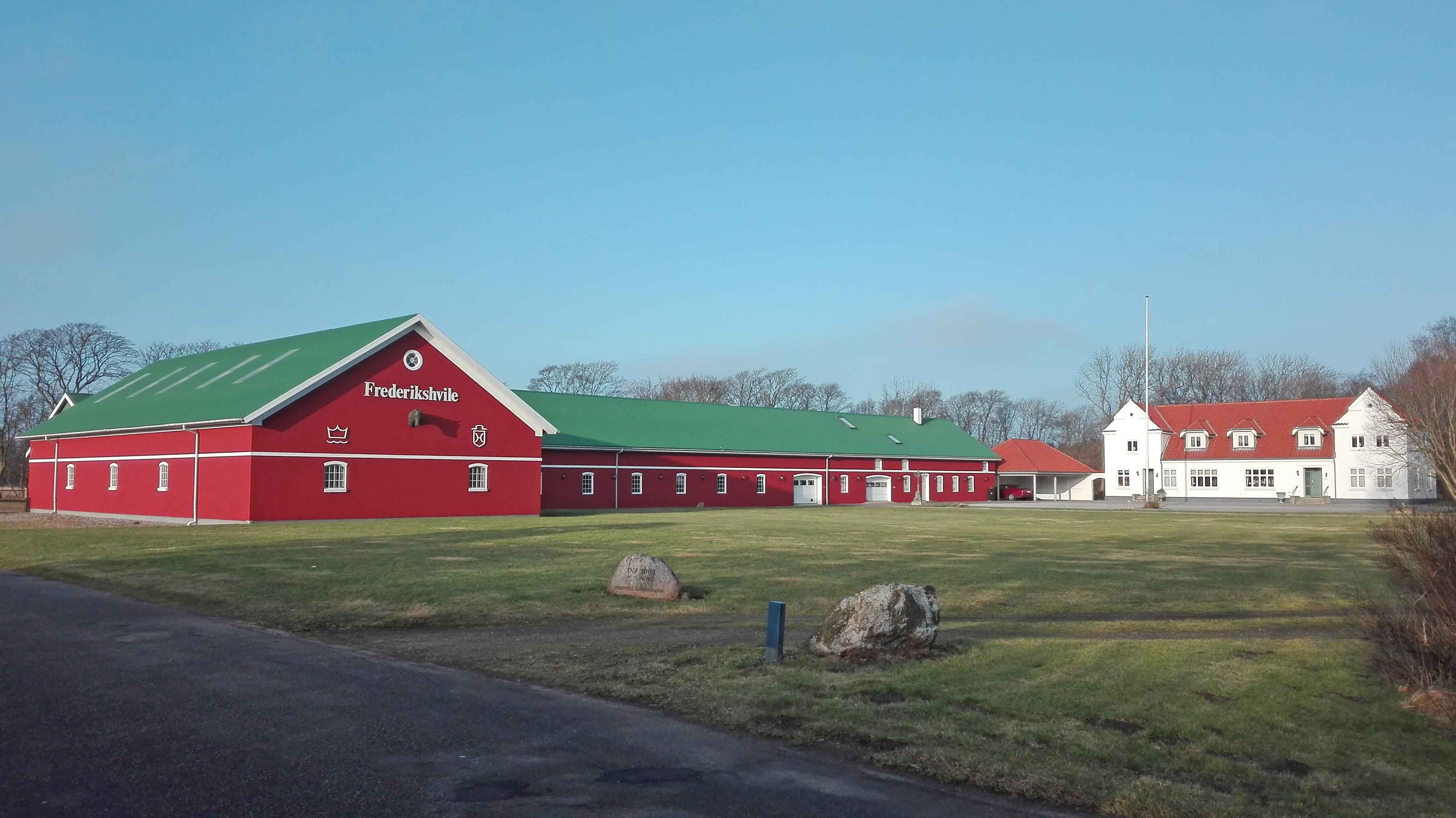
Das Gasthaus Frederikshvile
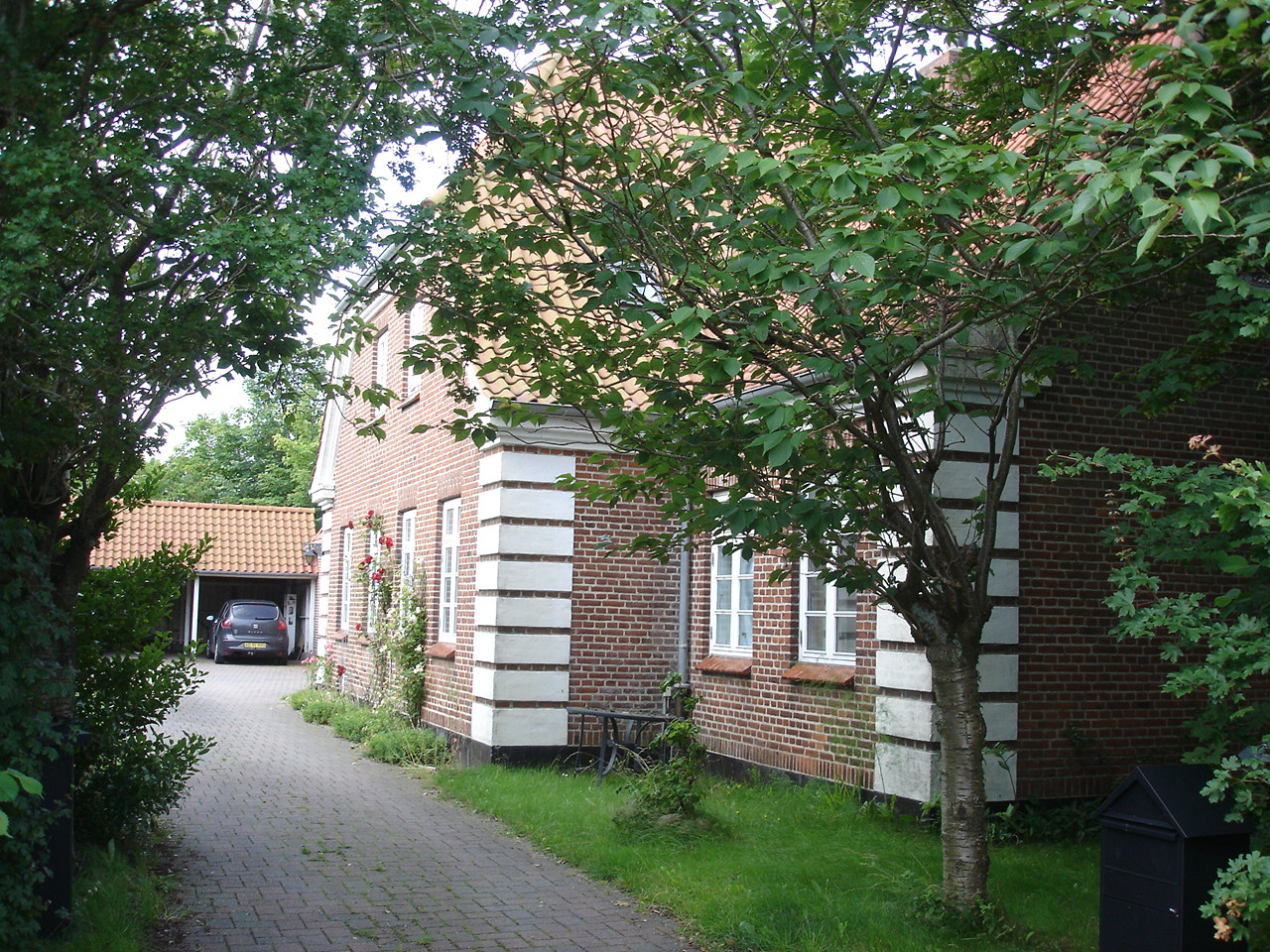
Der Bahnhof von Hjallerup

## Sehenswürdigkeiten und Events
Unmittelbar östlich des Ortes befindet sich die 1903 gebaute Hjallerup Kirke.
Gegenüber dem Marktplatz liegt das Hjallerup Mekaniske Museum mit einer Sammlung von Autos, Traktoren und Motorrädern.
Im Norden von Hjallerup befindet sich das Pastor Laier Museum, das Betonskulpturen des Pastors und Künstlers Anton Laier ausstellt.
Immer im Juni findet der Hjallerup Marked mit rund 200.000 Besuchern jährlich statt.

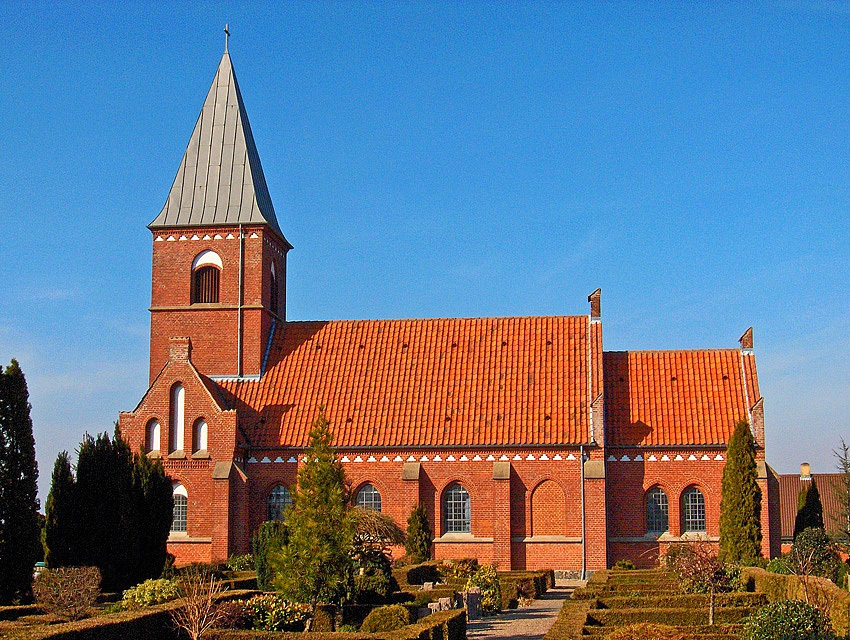
Hjallerup Kirke
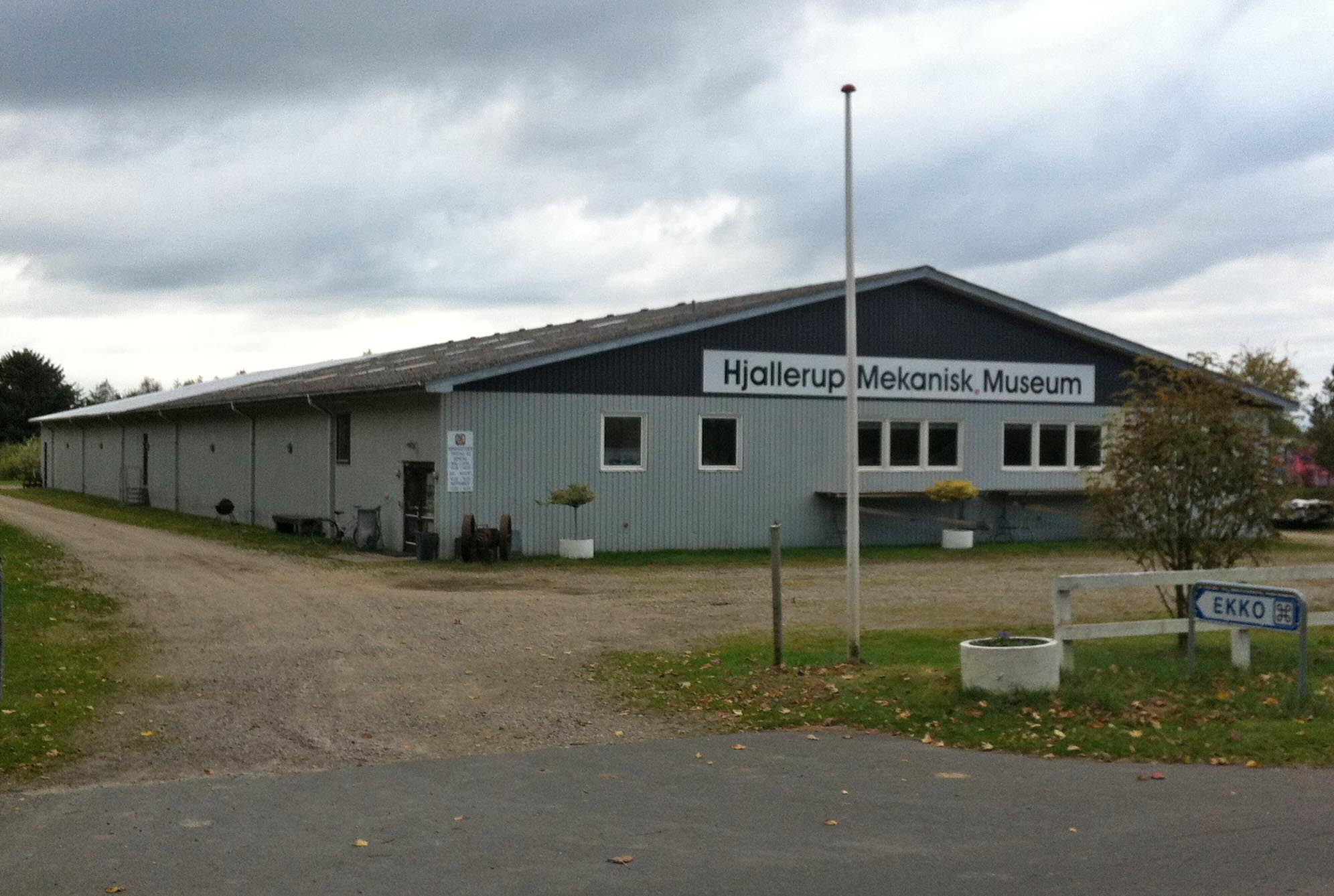
Hjallerup Mekaniske Museum
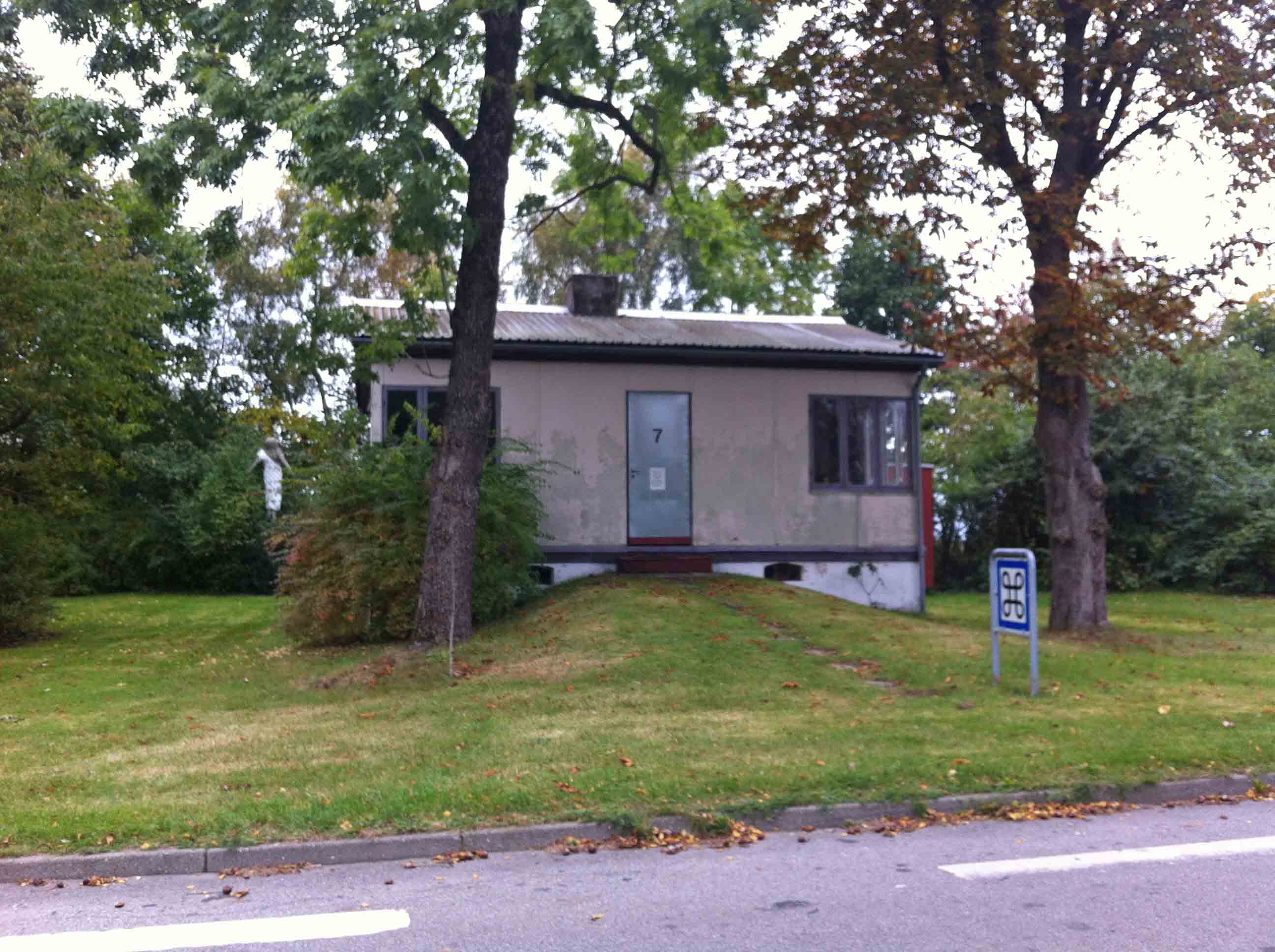
Pastor Laier Museum
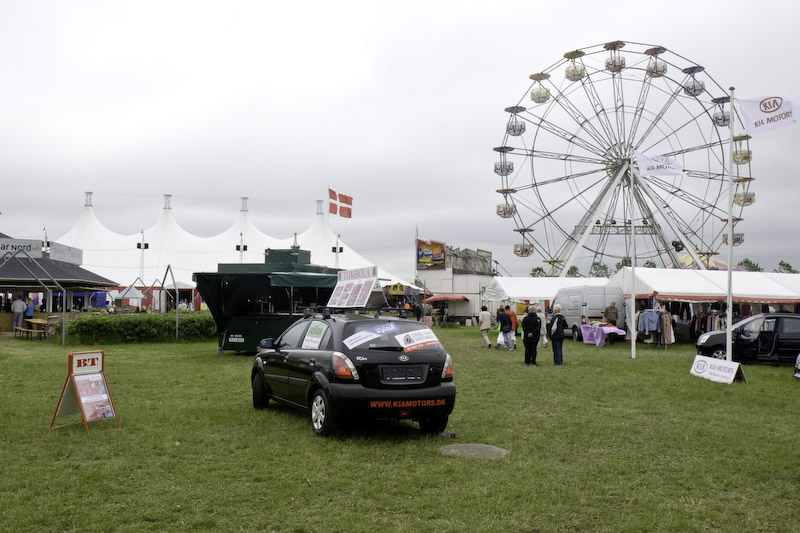
Hjallerup Marked
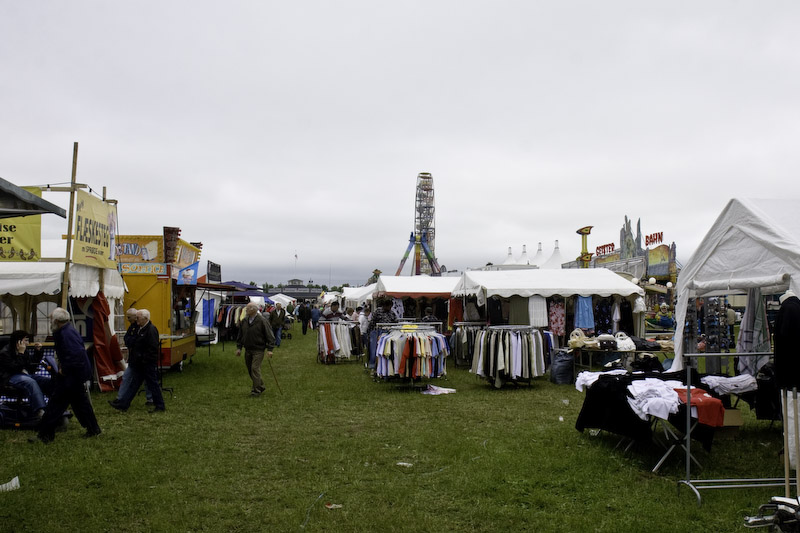
Hjallerup Marked

Grøn (früher Grøn Koncert), eine jährlich stattfindenden Reihe von Freiluftkonzerten, hat acht Konzerttermine in Hjallerup.

## Bildergalerie

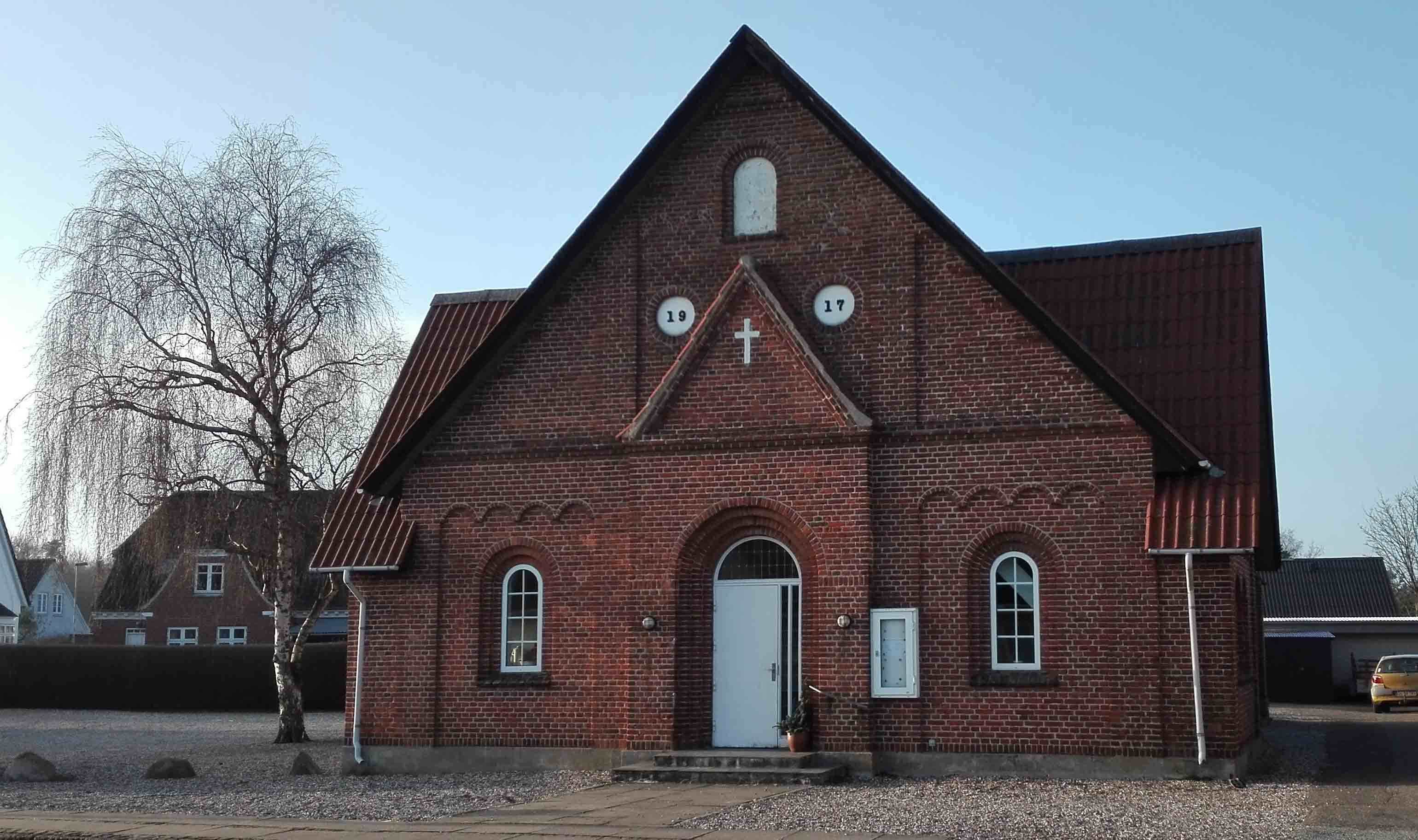
Hjallerup Missionshus
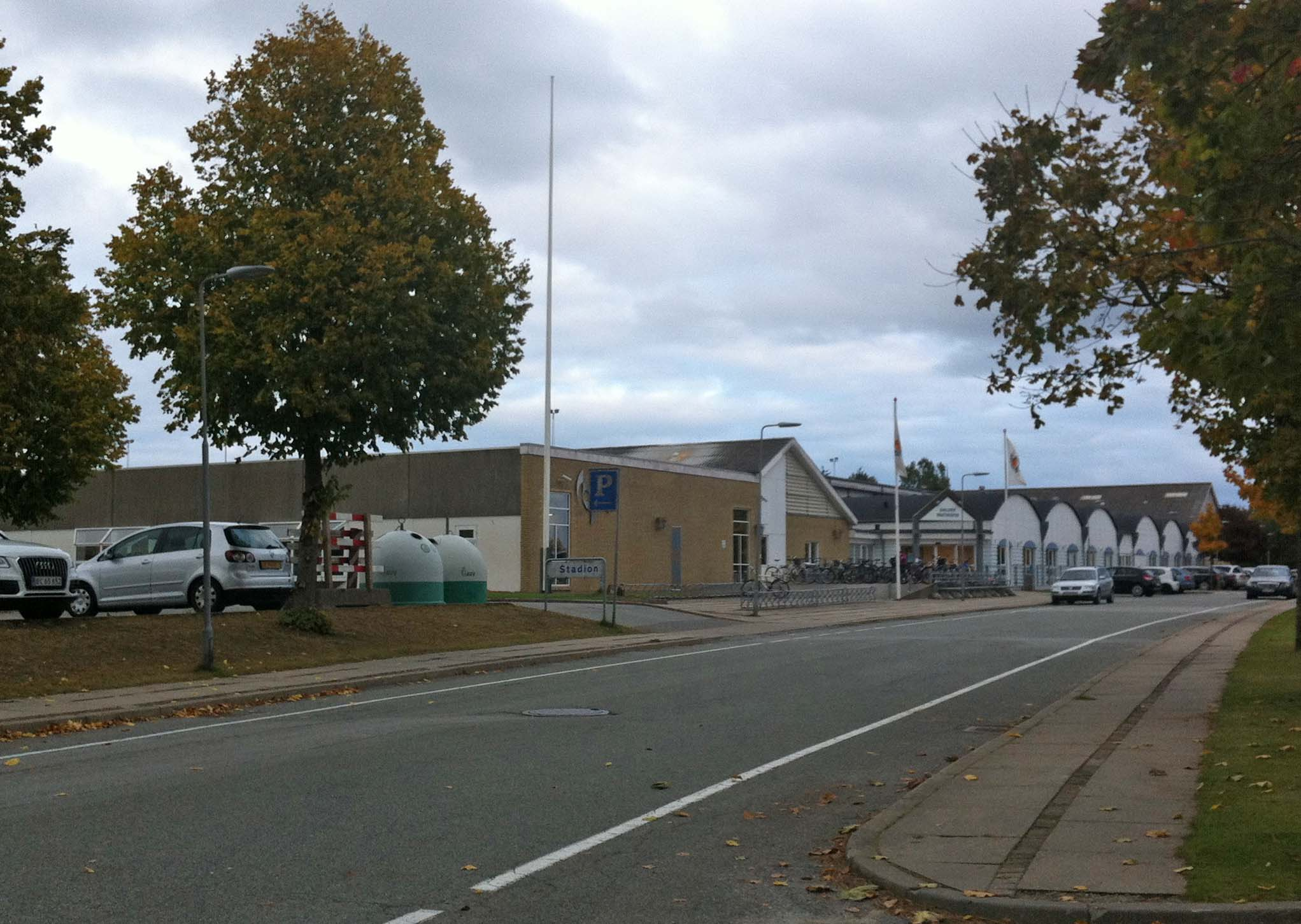
Sportcenter
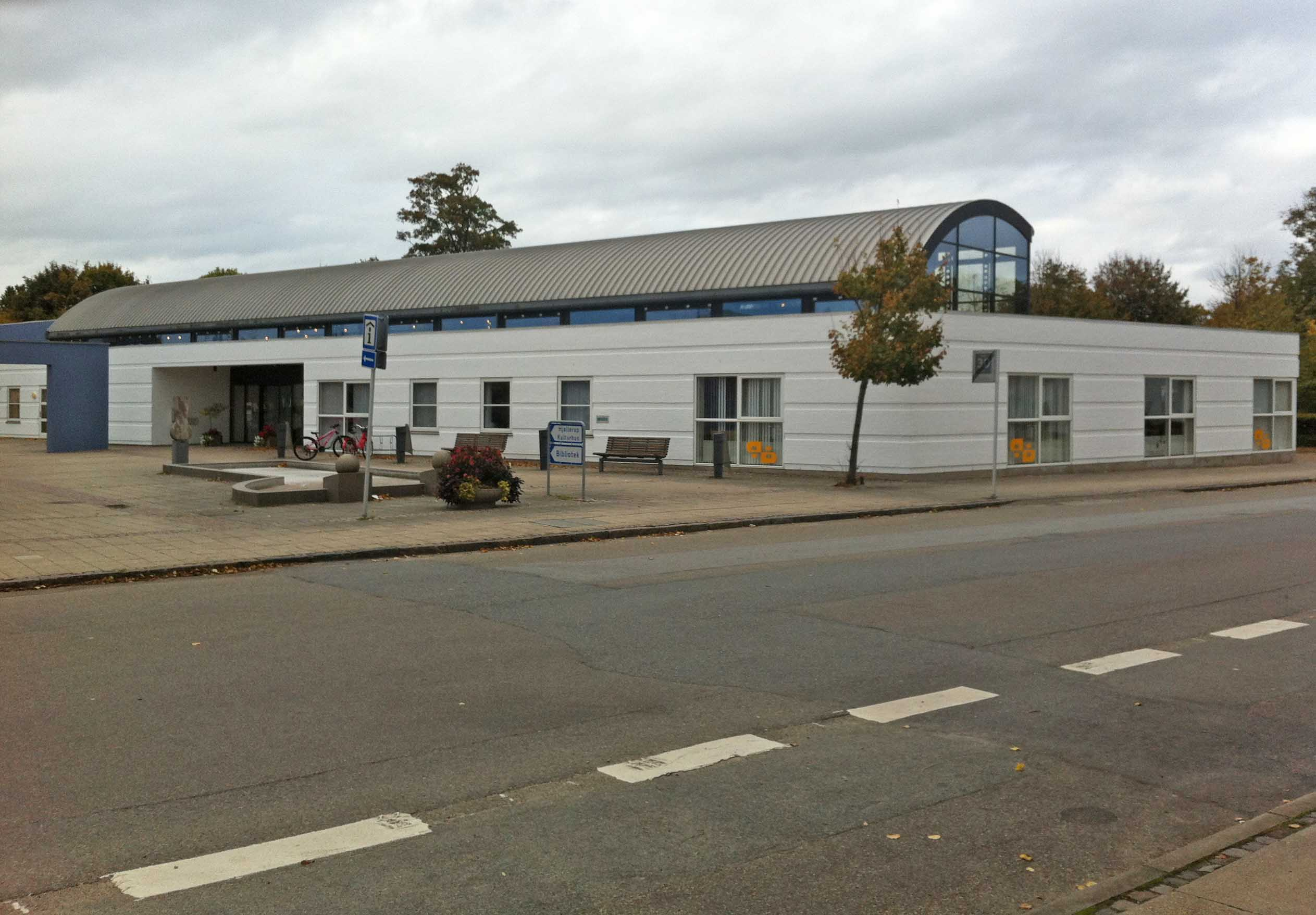
Hjallerup Kulturhus
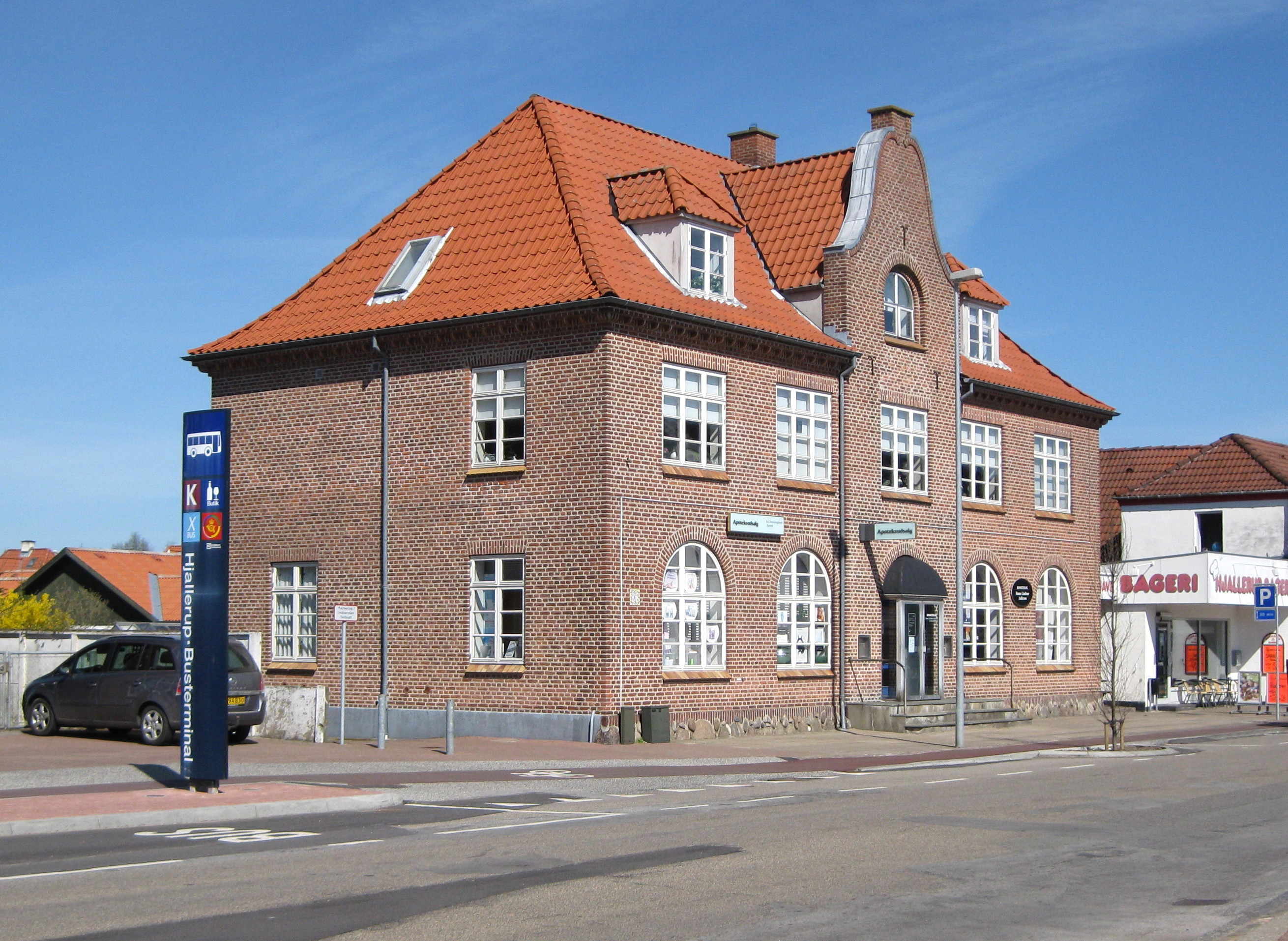
Apotheke
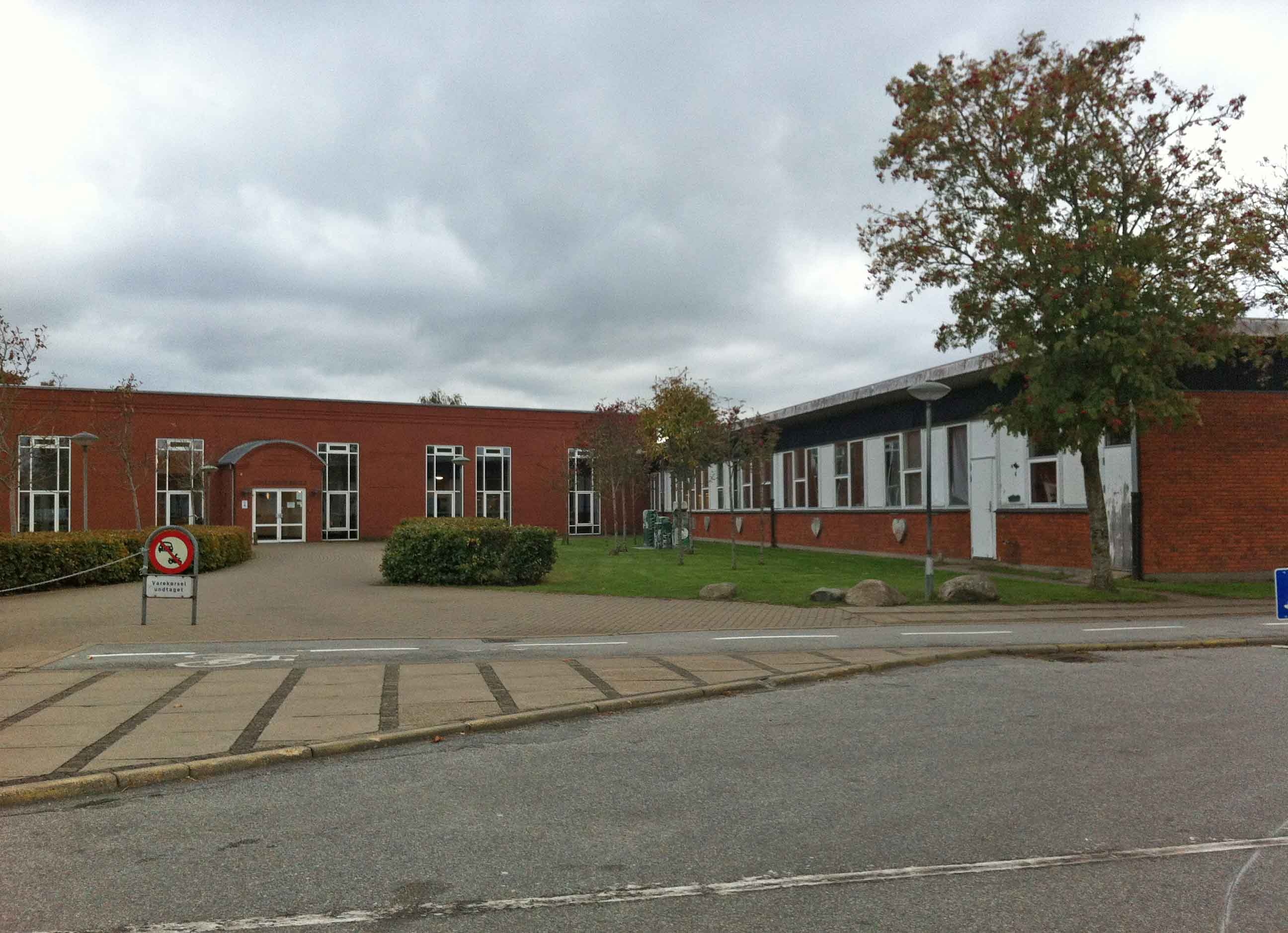
Hjallerup Skole
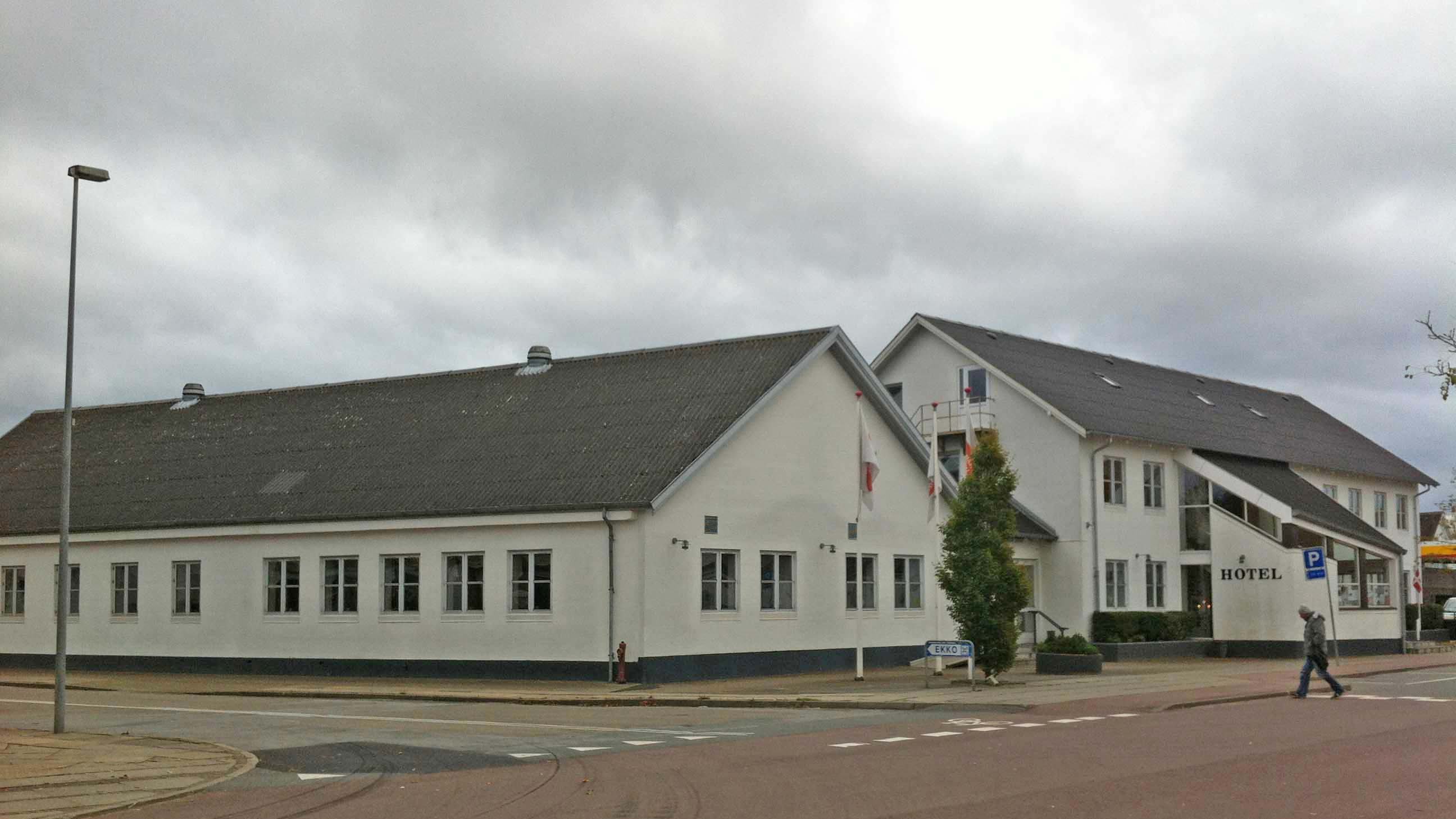
Hotel Hjallerup Kro